# Kallmerode
Kallmerode is een plaats en voormalige gemeente in de Duitse deelstaat Thüringen, en maakt deel uit van de Landkreis Eichsfeld.
Kallmerode telt  inwoners.
De gemeente maakte deel uit van de Verwaltungsgemeinschaft Dingelstädt tot deze op op 1 januari 2019 werd opgeheven en Kallmerode werd opgenomen in de gemeente Leinefelde-Worbis.
Beuren · Birkungen · Breitenbach · Breitenholz · Hundeshagen · Kallmerode · Kaltohmfeld · Kirchohmfeld · Leinefelde · Wintzingerode · Worbis